# Périlipine
La périlipine est une protéine qui, chez l'homme, est codée par le gène PLIN. Les périlipines forment une famille de protéines qui s'assemblent à la surface des gouttelettes lipidiques. La phosphorylation de la périlipine est déterminante pour la mobilisation des graisses des tissus adipeux.

## Fonction physiologique
La périlipine est une protéine qui recouvre les gouttelettes lipidiques dans les adipocytes, qui sont les cellules stockant les graisses dans les tissus adipeux. Elle agit comme une couche protectrice contre les lipases naturelles de l'organisme, comme la lipase hormonosensible, qui hydrolysent les triglycérides en glycérol et acides gras destinés à être dégradés dans le métabolisme, processus appelé lipolyse. Chez l'homme, la périlipine est exprimée sous trois isoformes différentes, notées A, B et C, la périlipine A étant la plus abondante des protéines associées aux gouttelettes lipidiques des adipocytes.
La périlipine est hyperphosphorylée par la protéine kinase A (PKA) à la suite de l'activation de récepteurs adrénergiques β. La phosphorylation de la périlipine conduit à un changement de conformation qui expose les lipides à la lipolyse par la lipase hormonosensible (LHS). Bien que la PKA phosphoryle également la LHS, l'activation (d'un facteur d'environ 50) de la mobilisation des graisses déclenchée par l'adrénaline est essentiellement due à la phosphorylation de la périlipine, non à celle de la LHS.

## En médecine
La périlipine est un régulateur important du stockage des lipides. Son expression génétique est élevée chez les obèses humains comme animaux. Les souris dépourvues de périlipine absorbent davantage de nourriture que les souris sauvages mais accumulent un tiers de graisses en moins que ces dernières à régime alimentaire équivalent : ces souris sont plus minces et possèdent une masse musculaire maigre plus importante ; elles présentent également une production accrue de leptine et une plus grande tendance à développer une résistance à l'insuline que les souris sauvages.
Les polymorphismes du gène humain de la périlipine (PLIN) ont été associés aux variations de régulation de la masse corporelle et pourraient être un facteur génétique agissant sur le risque d'obésité chez l'homme. En particulier, les variantes 13041A>G et 14995A>T ont été associées avec un risque accru d'obésité chez la femme tandis que la variante 11482G>A a été associée à une expression réduite de la périlipine et une lipolyse accrue chez la femme,.
Une mutation du gène entraîne une forme familiale de lipodystrophie partielle avec dyslipidémie et résistance à l'insuline.

## Protéines apparentées
La périlipine fait partie d'une famille de gènes comprenant cinq membres. L'adipophiline (en), la TIP47 (en) et la LSDP5 (également appelée MLDP et OXPAT) sont des gènes fortement apparentés à la périlipine chez les vertébrés, tandis que la LSD1 (en) et la LSD2 sont apparentées chez les insectes.